# Onze-Lieve-Vrouwekerk (Bocholt)
De katholieke Onze-Lieve-Vrouwekerk is een monumentaal kerkgebouw in Bocholt in de Kreis Borken (Noordrijn-Westfalen).

## Geschiedenis en architectuur
De voormalige minorietenkerk is een eenvoudige bakstenen zaalkerk uit 1786-1792 met een ingesnoerd koor met een 3/8 afsluiting. In de jaren 1912-1913 werd dwars op de kerk een uitbreiding naar het noorden toegevoegd. Ook de toren stamt uit deze tijd.
Het kerkgebouw brandde in 1945 nagenoeg geheel uit en werd tot 1955 weer gereconstrueerd. De ramen werd van 1969 tot 1976 geplaatst en door Joachim Klos vervaardigd.

## Interieur
- Het hoogaltaar met gedraaide zuilen met wijnrankdecoratie stamt uit het einde van de 17e eeuw en stamt oorspronkelijk uit de Sint-Joriskerk. Het kwam eerst in de 19e eeuw naar de Onze-Lieve-Vrouwekerk, maar het schilderij van het altaar, een voorstelling van de Kruisiging van Hermann Veltmann, bleef in de Joriskerk.[1]
- Het huidige altaarschilderij betreft een voorstelling van de Onbevlekte Ontvangenis en wordt gedateerd op het midden van de 18e eeuw. Het werd door Johann Anton Kappers geschilderd naar een gravure van Sebastiano Conca. Het schilderij bevond zich al in de kerk toen het hoogaltaar van de Joriskerk werd overgenomen.
- De kansel stamt oorspronkelijk uit de Mariakerk van Warendorf en kwam in 1915 naar de kerk. In de jaren 1960 werd de kansel ook hier verwijderd en de verschillende delen werden vervolgens in een andere samenhang opgesteld. De trap en het klankbord gingen verloren, al bleven de voluten van het klankbord met het daar op staande beeld van de aartsengel Michaël en de houtgesneden vullingen van de balustrade bewaard. In het kader van de laatste renovatie werd het plan gevat om de onderdelen weer bij elkaar te brengen en de kansel weer te herbouwen. De ontbrekende onderdelen werden gereconstrueerd.[2]

## Orgel
Het orgel in de kerk werd in 1979 door Johannes Klais uit Bonn volgens een dispositie van  Hans Gerd Klais en Heinrich Stockhorst (de organist in de domkerk van Münster) gebouwd. Het sleepladeninstrument bezit 38 registers verdeeld over drie manualen en pedaal. De speeltracturen zijn mechanisch, de registertracturen elektrisch.

## Klokken
In de toren hangen vier bronzen klokken:
| Nr. | Naam        | Gietjaar | Gieter, plaats                         | Ø (cm) | Gewicht (kg.) | Nominaal |
| --- | ----------- | -------- | -------------------------------------- | ------ | ------------- | -------- |
| 1   |             | 1964     | Petit & Gebr. Edelbrock, Gescher       | 149    |               | cis1     |
| 2   | Katharina   | 1749     | Jean Petit                             | 127    |               | e1       |
| 3   | Sankt Georg | 1797     | Christian en Christian Diederich Voigt | 110    |               | fis1     |
| 4   |             | 1950     | Petit en Gebr. Edelbrock, Gescher      | 91     |               | a1       |